# Juan de Quirós

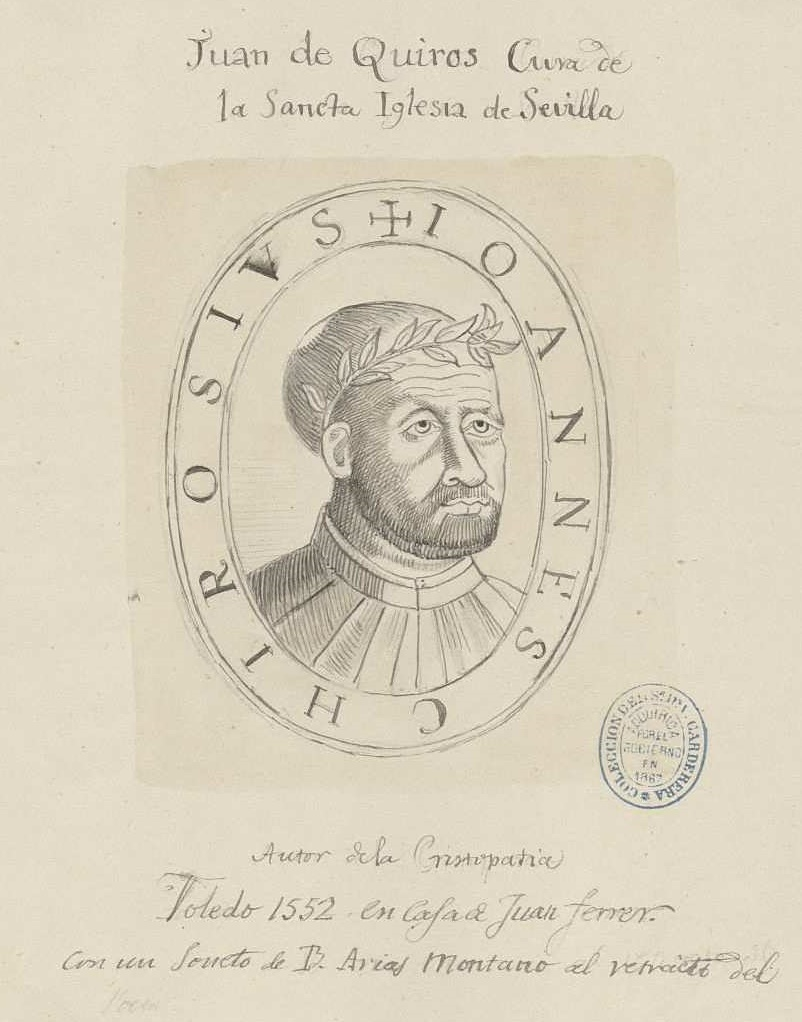
Juan de Quirós Cura de la Sancta Iglesia de Sevilla. Calco hecho por Valentín Carderera de la xilografía anónima que aparece en portada de la Cristopatia con un soneto de Benito Arias Montano en la edición de Juan Ferrer, Toledo, 1552. Biblioteca Nacional de España.

Juan de Quirós (Rota, Cádiz, c. 1487–Sevilla, 1562) fue un poeta y humanista en la Sevilla de tiempos del emperador Carlos V.

## Biografía
Juan de Quirós estudió en las escuelas de San Miguel de Sevilla entre 1496 y 1499, y hacia 1520 trató con el catedrático de esas escuelas, Pedro Núñez Delgado, y con Miguel Nardino de Sebenico, un humanista croata al servicio del duque de Arcos. Tenía casas propias en alquiler en Rota y en Sanlúcar la Mayor, donde disfrutaba de un beneficio eclesiástico, y fue padrino de una hija del médico Nicolás Monardes.
Desde 1546 ejercía como cura del Sagrario de la Catedral de Sevilla, donde enseñó poesía al joven Benito Arias Montano y le transmitió su afición al canto, a la música y a los Salmos de David. Según su discípulo, su fama como poeta se extendía por Italia, Francia, Alemania y las Indias. Como uno de los más cultos poetas de Sevilla en el segundo tercio del siglo XVI, fue uno de los dos jueces de los epigramas de la justa poética convocada por el cabildo de la catedral en 1558. Seguía en activo el 16 de diciembre de 1562, pero el 8 de enero de 1563 ya había cubierto el cabildo la plaza que dejó vacante en el Sagrario al morir.

## Poesía en castellano
- Christopathia. Toledo: Juan Ferrer, 1552. Esta obra, compuesta en la primavera de 1547, fue impresa a costa de Alonso Calleja, librero de Alcalá de Henares y luego de Madrid. Incluye un retrato laureado del autor y los sonetos laudatorios de Arias Montano y de Juan Hurtado de Mendoza, poeta y mecenas de otros poetas madrileños. El comienzo de este relato de la Pasión de Cristo en 353 octavas imita el poema Leandro de Juan Boscán. Se trata de un poema religioso de carácter épico, con pasajes líricos y dramáticos. Sigue las doctrinas del humanismo cristiano y la devotio moderna propugnadas por predicadores próximos a Carlos V como el cardenal Bartolomé de Carranza y el doctor Constantino Ponce de la Fuente, el biblismo evangélico y paulino, la espiritualidad interior y afectiva, la llamada universal a la santidad, la trascendencia de la fe viva con amor, y la vía del beneficio de Cristo, que muy pronto pasaron a confundirse con la heterodoxia.

## Poesía en latín
Quirós compuso epigramas en latín para la Historia Imperial de Pedro Mejía (Sevilla, 1545) y para el Libro de música para vihuela de Miguel de Fuenllana (Sevilla, 1554). Solo se conservan unos pocos hexámetros de los poemas épicos que dedicó al célebre matador de toros Pedro Ponce de León, hermano del I Duque de Arcos, y a Pedro de la Gasca en su llegada triunfal a Sevilla en septiembre de 1550 tras sofocar la rebelión de Gonzalo Pizarro en Perú.